# Peix elèctric

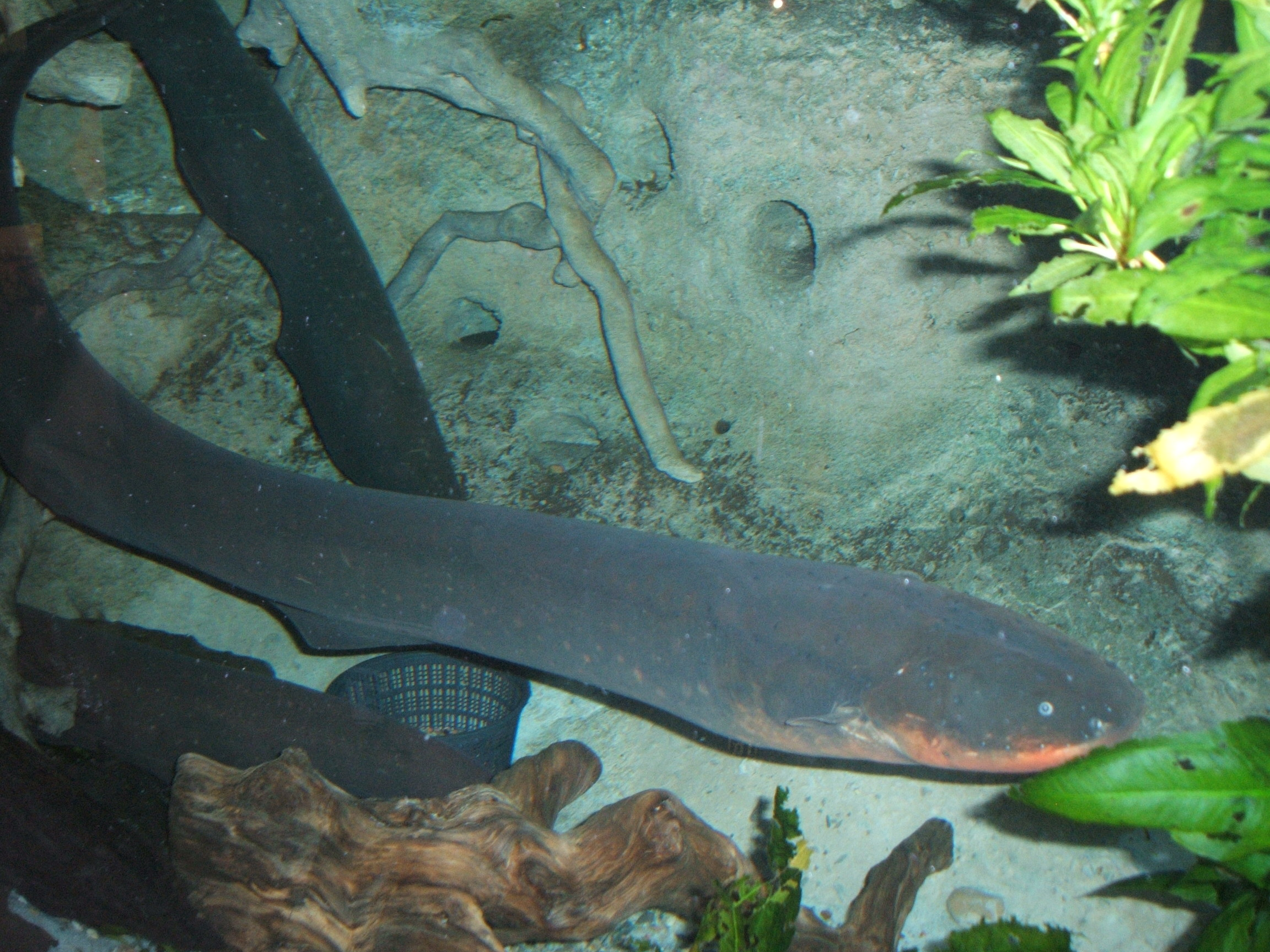
Anguila elèctrica.

Un peix elèctric és qualsevol peix que pot generar camp elèctrics. Un peix que pot generar camps elèctrics es diu que és "electrogènic" mentre que un peix que té la capacitat de detectar camps elèctrics es diu que és electrorreceptiu. La majoria dels peixos electrogenics també són electrorreceptius. Les espècies de peixos elèctrics es poden trobar tant en l'oceà com en els rius d'aigua dolça d'Amèrica del Sud (Gymnotiformes) i Àfrica (Mormyridae). Molts peixos com el tauró, rajada i siluriformes poden detectar camps elèctrics i són electrorreceptius, però no es classifiquen com a peixos elèctrics perquè no poden generar electricitat. Els peixos ossis més freqüents (teleostis, incloent la majoria dels peixos que es mantenen a l'aquari o capturats per aliment, no són ni electrogenètics ni electrorreceptius.
Els peixos elèctrics produeixen els seus camps elèctrics a partir d'una estructura especialitzada anomenada òrgan elèctric. Està format per cèl·lules musculara o nervioses modificades, que es van especialitzar per produir camps bioelèctrics més forts que els que produeixen els nervis o els músculs normals. En general, aquest òrgan es troba a la cua del peix elèctric. La producció elèctrica de l'organ s'anomena "descàrrega d'òrgan elèctric".

## Espècies
A continuació es mostra una taula d'espècies de peixos elèctrics que figuren en la família. La majoria de famílies habiten aigua dolça. Dos grups de peixos marins, els (Torpediniformes: Narcinidae i Torpedinidae) i els (Perciformes: Uranoscopidae), són capaços de generar forts pulsos elèctrics.
| Tàxon                                                      | Espècies (348) |
| Gymnotiformes                                              | |
| Apteronotidae (46 espècies en 13 gèneres)                  | Adontosternarchus balaenops, Adontosternarchus clarkae, Adontosternarchus devenanzii, Adontosternarchus sachsi, Apteronotus albifrons, Apteronotus apurensis, Apteronotus bonapspeciesii, Apteronotus brasiliensis, Apteronotus caudimaculosus, Apteronotus cuchillejo, Apteronotus cuchillo, Apteronotus ellisi, Apteronotus eschmeyeri, Apteronotus jurubidae, Apteronotus leptorhynchus, Apteronotus macrolepis, Apteronotus macrostomus, Apteronotus magdalenensis, Apteronotus marauna, Apteronotus mariae, Apteronotus rostratus, Apteronotus spurrellii, Compsaraia compsa, Magosternarchus duccis, Magosternarchus raptor, Megadontognathus cuyuniense, Megadontognathus kaitukaensis, Orthosternarchus tamandua, Parapteronotus hasemani, Platyurosternarchus macrostomus, Porotergus gimbeli, Porotergus gymnotus, Sternarchella curvioperculata, Sternarchella orthos, Sternarchella schotti, Sternarchella sima, Sternarchella terminalis, Sternarchogiton nattereri, Sternarchogiton porcinum, Sternarchorhamphus muelleri, Sternarchorhynchus britskii, Sternarchorhynchus curvirostris, Sternarchorhynchus mesensis, Sternarchorhynchus mormyrus, Sternarchorhynchus oxyrhynchus, Sternarchorhynchus roseni |
| Gymnotidae (29 espècies en 1 gènere)                       | Gymnotus anguillaris, Gymnotus arapaima, Gymnotus ardilai, Gymnotus bahianus, Gymnotus carapo, Gymnotus cataniapo, Gymnotus choco, Gymnotus coatesi, Gymnotus coropinae, Gymnotus cylindricus, Gymnotus diamantinensis, Gymnotus esmeraldas, Gymnotus henni, Gymnotus inaequilabiatus, Gymnotus javari, Gymnotus jonasi, Gymnotus maculosus, Gymnotus mamiraua, Gymnotus melanopleura, Gymnotus onca, Gymnotus panamensis, Gymnotus pantanal, Gymnotus pantherinus, Gymnotus paraguensis, Gymnotus pedanopterus, Gymnotus stenoleucus, Gymnotus sylvius, Gymnotus tigre, Gymnotus ucamara |
| Electrophoridae (1 espècie en 1 gènere)                    | Electrophorus electricus (electric eel) |
| Hypopomidae (14 espècies en 7 gèneres)                     | Brachyhypopomus beebei, Brachyhypopomus brevirostris, Brachyhypopomus diazi, Brachyhypopomus janeiroensis, Brachyhypopomus occidentalis, Brachyhypopomus pinnicaudatus, Hypopomus speciesedi, Hypopygus lepturus, Hypopygus neblinae, Microsternarchus bilineatus, Racenisia fimbriipinna, Steatogenys duidae, Steatogenys elegans, Stegostenopos cryptogenes |
| Rhamphichthyidae (15 espècies en 3 gèneres)                | Gymnorhamphichthys hypostomus, Gymnorhamphichthys petiti, Gymnorhamphichthys rondoni, Gymnorhamphichthys rosamariae, Iracema caiana, Rhamphichthys apurensis, Rhamphichthys atlanticus, Rhamphichthys drepanium, Rhamphichthys hahni, Rhamphichthys lineatus, Rhamphichthys longior, Rhamphichthys marmoratus, Rhamphichthys pantherinus, Rhamphichthys rostratus, Rhamphichthys schomburgki |
| Sternopygidae (28 espècies en 5 gèneres)                   | Archolaemus blax, Distocyclus conirostris, Distocyclus goajira, Eigenmannia humboldtii, Eigenmannia limbata, Eigenmannia macrops, Eigenmannia microstoma, Eigenmannia nigra, Eigenmannia trilineata, Eigenmannia vicentespelaea, Eigenmannia virescens, Rhabdolichops caviceps, Rhabdolichops eastwardi, Rhabdolichops electrogrammus, Rhabdolichops jegui, Rhabdolichops stewspeciesi, Rhabdolichops troscheli, Rhabdolichops zareti, Sternopygus aequilabiatus, Sternopygus arenatus, Sternopygus astrabes, Sternopygus branco, Sternopygus castroi, Sternopygus dariensis, Sternopygus macrurus, Sternopygus obtusirostris, Sternopygus pejeraton, Sternopygus xingu |
| Osteoglossiformes                                          | |
| Gymnarchidae (Gymnarchus niloticus, 1 espècie en 1 gènere) | Gymnarchus niloticus |
| Mormyridae (203 species in 18 genera)                      | Boulengeromyrus knoepffleri, Brienomyrus adustus, Brienomyrus brachyistius, Brienomyrus curvifrons, Brienomyrus hopkinsi, Brienomyrus kingsleyae eburneensis, Brienomyrus kingsleyae kingsleyae, Brienomyrus longianalis, Brienomyrus longicaudatus, Brienomyrus niger, Brienomyrus sphekodes, Brienomyrus tavernei, Campylomormyrus alces, Campylomormyrus bredoi, Campylomormyrus cassaicus, Campylomormyrus christyi, Campylomormyrus curvirostris, Campylomormyrus elephas, Campylomormyrus luapulaensis, Campylomormyrus mirus, Campylomormyrus numenius, Campylomormyrus orycteropus, Campylomormyrus phantasticus, Campylomormyrus rhynchophorus, Campylomormyrus tamandua, Campylomormyrus tshokwe, Genyomyrus donnyi, Gnathonemus barbatus, Gnathonemus echidnorhynchus, Gnathonemus longibarbis, Gnathonemus petersii, Heteromormyrus pauciradiatus, Hippopotamyrus aelsbroecki, Hippopotamyrus ansorgii, Hippopotamyrus batesii, Hippopotamyrus castor, Hippopotamyrus discorhynchus, Hippopotamyrus grahami, Hippopotamyrus harringtoni, Hippopotamyrus macrops, Hippopotamyrus macroterops, Hippopotamyrus pappenheimi, Hippopotamyrus paugyi, Hippopotamyrus pictus, Hippopotamyrus psittacus, Hippopotamyrus retrodorsalis, Hippopotamyrus smithersi, Hippopotamyrus szaboi, Hippopotamyrus weeksii, Hippopotamyrus wilverthi, Hyperopisus bebe bebe, Hyperopisus bebe occidentalis, Isichthys henryi, Ivindomyrus opdenboschi, Marcusenius rhodesianus, Marcusenius sanagaensis, Marcusenius schilthuisiae, Marcusenius senegalensis gracilis, Marcusenius senegalensis pfaffi, Marcusenius senegalensis senegalensis, Marcusenius stanleyanus, Marcusenius thomasi, Marcusenius ussheri, Marcusenius victoriae, Marcusenius abadii, Marcusenius annamariae, Marcusenius bentleyi, Marcusenius brucii, Marcusenius cuangoanus, Marcusenius cyprinoides, Marcusenius deboensis, Marcusenius dundoensis, Marcusenius friteli, Marcusenius furcidens, Marcusenius fuscus, Marcusenius ghesquierei, Marcusenius greshoffii, Marcusenius intermedius, Marcusenius kutuensis, Marcusenius leopoldianus, Marcusenius livingstonii, Marcusenius macrolepidotus angolensis, Marcusenius macrolepidotus macrolepidotus, Marcusenius macrophthalmus, Marcusenius mento, Marcusenius meronai, Marcusenius monteiri, Marcusenius moorii, Marcusenius ntemensis, Marcusenius nyasensis, Marcusenius rheni, Mormyrops anguilloides, Mormyrops attenuatus, Mormyrops batesianus, Mormyrops breviceps, Mormyrops caballus, Mormyrops citernii, Mormyrops curtus, Mormyrops curviceps, Mormyrops engystoma, Mormyrops furcidens, Mormyrops intermedius, Mormyrops lineolatus, Mormyrops mariae, Mormyrops masuianus, Mormyrops microstoma, Mormyrops nigricans, Mormyrops oudoti, Mormyrops parvus, Mormyrops sirenoides, Mormyrus bernhardi, Mormyrus caballus asinus, Mormyrus caballus bumbanus, Mormyrus caballus caballus, Mormyrus caballus lualabae, Mormyrus casalis, Mormyrus caschive, Mormyrus cyaneus, Mormyrus felixi, Mormyrus goheeni, Mormyrus hasselquistii, Mormyrus iriodes, Mormyrus kannume, Mormyrus lacerda, Mormyrus longirostris, Mormyrus macrocephalus, Mormyrus macrophthalmus, Mormyrus niloticus, Mormyrus ovis, Mormyrus rume proboscirostris, Mormyrus rume rume, Mormyrus subundulatus, Mormyrus tapirus, Mormyrus tenuirostris, Mormyrus thomasi, Myomyrus macrodon, Myomyrus macrops, Myomyrus pharao, Oxymormyrus boulengeri, Oxymormyrus zanclirostris, Paramormyrops gabonensis, Paramormyrops jacksoni, Petrocephalus ansorgii, Petrocephalus balayi, Petrocephalus bane bane, Petrocephalus bane comoensis, Petrocephalus binotatus, Petrocephalus bovei bovei, Petrocephalus bovei guineensis, Petrocephalus catostoma catostoma, Petrocephalus catostoma congicus, Petrocephalus catostoma haullevillei, Petrocephalus catostoma tanensis, Petrocephalus christyi, Petrocephalus cunganus, Petrocephalus gliroides, Petrocephalus grandoculis, Petrocephalus guttatus, Petrocephalus hutereaui, Petrocephalus keatingii, Petrocephalus levequei, Petrocephalus microphthalmus, Petrocephalus pallidomaculatus, Petrocephalus pellegrini, Petrocephalus sauvagii, Petrocephalus schoutedeni, Petrocephalus simus, Petrocephalus soudanensis, Petrocephalus squalostoma, Petrocephalus sullivani, Petrocephalus tenuicauda, Petrocephalus wesselsi, Pollimyrus adspersus, Pollimyrus brevis, Pollimyrus castelnaui, Pollimyrus isidori fasciaticeps, Pollimyrus isidori isidori, Pollimyrus isidori osborni, Pollimyrus maculipinnis, Pollimyrus marchei, Pollimyrus nigricans, Pollimyrus nigripinnis, Pollimyrus pedunculatus, Pollimyrus petherici, Pollimyrus petricolus, Pollimyrus plagiostoma, Pollimyrus pulverulentus, Pollimyrus schreyeni, Pollimyrus stappersii kapangae, Pollimyrus stappersii stappersii, Pollimyrus tumifrons, Stomatorhinus ater, Stomatorhinus corneti, Stomatorhinus fuliginosus, Stomatorhinus humilior, Stomatorhinus kununguensis, Stomatorhinus microps, Stomatorhinus patrizii, Stomatorhinus polli, Stomatorhinus polylepis, Stomatorhinus puncticulatus, Stomatorhinus schoutedeni, Stomatorhinus walkeri |
| Siluriformes                                               | |
| Malapteruridae (11 espècies en 1 gènere)                   | Malapterurus beninensis, Malapterurus cavalliensis, Malapterurus electricus, Malapterurus leonensis, Malapterurus microstoma, Malapterurus minjiriya, Malapterurus monsembeensis, Malapterurus oguensis, Malapterurus shirensis, Malapterurus tanganyikaensis, Malapterurus tanoensis |
| Perciformes                                                | |
| Uranoscopidae (50 species in 8 genera)                     | Astroscopus guttatus, Astroscopus y-graecum, Astroscopus zephyreus, Gnathagnus egregius, Kathetostoma albigutta, Kathetostoma averruncus |